# Trichoglottis jiewhoei
Trichoglottis jiewhoei är en orkidéart som beskrevs av J.J.Wood, A.L.Lamb och Chu Lun Chan. Trichoglottis jiewhoei ingår i släktet Trichoglottis och familjen orkidéer. Inga underarter finns listade i Catalogue of Life.